# Richard Harrington
Richard Harrington (Merthyr Tydfil, Gal·les, 12 de març de 1975) és un actor gal·lès.

## Biografia
Harrington va néixer a Gurnos i va criar a Heolgerrig, Merthyr Tydfil. Ha tingut el paper protagonista a la sèrie gal·lesa Hinterland (coneguda com a Y Gwyll en gal·lès), Bleak House, Jimmy McGovern's, Gunpowder, Treason & Plot i el llargmetratge de comèdia de Gavin Claxton The All Together. També ha tingut papers a Coronation Street, Spooks, Casualty, Holby City, Hustle, Dalziel and Pascoe, Silent Witness, Lark Rise to Candleford i Poldark. Va guanyar un BAFTA Cymru Award per la seva representació d'un jove homosexual a la pel·lícula de la BBC Dafydd, que forma part del programa de Wales Playhouse.
Al teatre, Harrington ha anat de gira amb les produccions Fiction Factory/Y Cwmni d'Ed Thomas: House of America, Gas Station Angel i Stone City Blue. També va aparèixer en la versió cinematogràfica de House of America, el 1977.
Harrington parla gal·lès com a segona llengua, prové d'una família de parla anglesa però va estudiar en una escola gal·lesa a Merthyr. Va afirmar que rodant Y Gwyll va millorar significativament el seu gal·lès. Té dos fills, Ralff i Ned, amb la primera parella, Nerys Phillips, i un altre, Moris Harrington, amb Hannah Daniel.
Harrington va participar en el 2012 i 2013 a la Snowdonia Marathon amb el seu amic i actor Mark Lewis Jones. Tots dos van córrer la Marathon Des Sables el 2014.
El 2015, Harrington va guanyar un premi BAFTA Cymru pel seu paper com a Tom Matthias a Y Gwyll / Hinterland.
L'abril del 2017, Harrington va presentar el programa de la BBC Two Wales, Richard Harrington: My Grandfather’s War, en el qual va seguir el viatge que el seu avi havia fet per Espanya el 1937 per lluitar contra el feixisme a la Guerra Civil espanyola.

## Filmografia
| Any         | Títol                                        | Paper                      | Notes                                                                                            |
| ----------- | -------------------------------------------- | -------------------------- | ------------------------------------------------------------------------------------------------ |
| 1987        | The District Nurse                           | Donald Turner              | sèrie TV (1 episodi: "A Blind Eye")                                                              |
| 1989        | Screen One                                   |                            | sèrie TV (Sèries 1: episodi 2: "Nineteen 96")                                                    |
| 1992        | Civvies                                      | Taffy's neighbour          | sèrie TV (1 episodi)                                                                             |
| 1993        | Gadael Lenin (Leaving Lenin)                 | Charlie                    |                                                                                                  |
| 1993 i 1995 | Wales Playhouse                              | Sion / Dafydd              | sèrie TV (2 episodis: "Broken Glass" & "Dafydd") BAFTA Cymru Award - Best Actor (Yr Actor Gorau) |
| 1995        | Oliver's Travels                             | Student                    | TV mini-sèries                                                                                   |
| 1995 i 1997 | A Mind to Kill                               | Paul Tam                   | sèrie TV (3 episodis)                                                                            |
| 1996        | The Proposition                              | Evan                       |                                                                                                  |
| 1997        | House of America                             | Cat                        |                                                                                                  |
| 1997        | Tiger Bay                                    | Warwick                    | sèrie TV (3 episodis)                                                                            |
| 1997        | Breeders                                     | Jack                       |                                                                                                  |
| 1997        | Motor Driving Made Easy                      | Reflex Action              | Curt                                                                                             |
| 1998        | A Light in the Valley                        |                            |                                                                                                  |
| 1999        | Oh Little Town of Bethlehem                  | Martin                     | curt                                                                                             |
| 1999        | Coronation Street                            | Owen Williams              | sèrie TV (4 episodis)                                                                            |
| 2000        | Care                                         | Tony Collins               | Telefilm                                                                                         |
| 2001        | Score                                        | Neil                       | TV film                                                                                          |
| 2001        | A Day Out                                    | Pare de la noia            | curt                                                                                             |
| 2002        | High Speed                                   | Spike                      |                                                                                                  |
| 2002        | The Hidden City                              | Barney                     | sèrie TV                                                                                         |
| 2002        | Mule                                         | Ray                        | curt                                                                                             |
| 2003        | Rehab                                        | Powell                     | Telefilm                                                                                         |
| 2003        | Holby City                                   | Lee Walmsley               | sèrie TV (1 episodi: "By Any Other Name")                                                        |
| 2003        | The Ride                                     | Spike                      |                                                                                                  |
| 2004        | Secret Passage                               | Joseph                     |                                                                                                  |
| 2004        | Mathilde                                     | Babyface                   |                                                                                                  |
| 2004        | Gunpowder, Treason & Plot                    | Thomas Percy               | Telefilm                                                                                         |
| 2004        | Hustle                                       | Sam Richards               | sèrie TV (1 episodi: "Cops and Robbers")                                                         |
| 2004        | Silent Witness                               | Stephen Barnes             | sèrie TV (2 episodis: "Nowhere Fast: Parts 1 & 2")                                               |
| 2004        | Spooks                                       | Will North                 | sèrie TV (6 episodis)                                                                            |
| 2005        | Dalziel and Pascoe                           | Gary Mileham               | sèrie TV Series 9: episodi 33: "Heads You Lose: Parts 1 & 2")                                    |
| 2005        | Fatigue                                      |                            |                                                                                                  |
| 2005        | Bleak House                                  | Allan Woodcourt            | minisèrie TV (7 episodis)                                                                        |
| 2006        | Ancient Rome: The Rise and Fall of an Empire | Yohanon                    | sèrie TV (1 episodi: "Rebellion")                                                                |
| 2006        | Daddy's Girl                                 | Stephen                    |                                                                                                  |
| 2006        | Casualty                                     | Jerry Goater               | sèrie TV (1 episodi: "Last Orders")                                                              |
| 2007        | Five Days                                    | Daf Parry                  | sèrie TV (3 episodis)                                                                            |
| 2007        | The All Together                             | Jerry Davies               |                                                                                                  |
| 2007        | The Contractor                               | Terry Winchell             | Vídeo                                                                                            |
| 2007        | Y Pris                                       | Stuart                     | sèrie TV (1 episodi: "Parch (Respect)")                                                          |
| 2007        | Sold                                         | Paul Bamforth              | sèrie TV (1 episodi)                                                                             |
| 2007–08     | HolbyBlue                                    | DS Luke French             | sèrie TV (20 episodis)                                                                           |
| 2008        | Strap-on Owl Beak                            | Actor                      | curt                                                                                             |
| 2008        | Hope Eternal                                 | Evan                       |                                                                                                  |
| 2008        | New Tricks                                   | Ash                        | sèrie TV (1 episodi: "Communal Living")                                                          |
| 2009        | Missing                                      | Ryan Long                  | sèrie TV (1 episodi)                                                                             |
| 2009        | Land Girls                                   | Adam Blackfield            | sèrie TV (2 episodis: "Trekkers" & "Destinies")                                                  |
| 2009        | Collision                                    | James Taylor / Ben Hickman | minisèrie TV (3 episodis)                                                                        |
| 2010        | M.I. High                                    | Tommy Blumenheck           | sèrie TV (1 episodi: "Don't Cook Now")                                                           |
| 2010        | Midsomer Murders                             | Leo Fincher                | sèrie TV (1 episodi: "Blood on the Saddle")                                                      |
| 2010        | Pen Talar                                    | Defi Lewis                 | sèrie TV (7 episodis)                                                                            |
| 2011        | Lark Rise to Candleford                      | Gabriel Cochrane           | sèrie TV (Series 4: 6 episodis)                                                                  |
| 2011        | Little Munchkin                              | Mr. Jones                  | curt                                                                                             |
| 2011        | Burton: Y Gyfrinach                          | Richard Burton             | Telefilm                                                                                         |
| 2011        | My Times                                     |                            | curt                                                                                             |
| 2012        | Casualty                                     | Chris Johnson              | sèrie TV (2 episodis: "Duty of Care" & "Death and Doughnuts")                                    |
| 2012        | Elfie Hopkins                                | Timothy Jenkins            |                                                                                                  |
| 2012        | Alys                                         | Simon                      | sèrie TV (8 episodis)                                                                            |
| 2013–16     | Y Gwyll / Hinterland                         | DCI Tom Mathias            | sèrie TV - paper principal                                                                       |
| 2014        | Under Milk Wood                              | Neighbour                  | Telefilm                                                                                         |
| 2014        | Wolfblood                                    | Gerwyn                     | sèrie TV (4 episodis)                                                                            |
| 2015        | Just Jim                                     | Headmaster                 |                                                                                                  |
| 2015–16     | Poldark                                      | Captain Andrew Blamey      | sèrie TV (5 episodis)                                                                            |
| 2016        | Royal Wives at War                           | Narrador                   | Telefilm                                                                                         |
| 2016        | Stella                                       | Ian Meyer                  | sèrie TV                                                                                         |
| 2016        | My Grandfather's War                         | Ell mateix                 | Documental de la BBC sobre les Brigades Internacionals durant la Guerra Civil Espanyola          |
| 2017        | Inspector George Gently                      | Michael Clements           | sèrie TV (1 episodi: "Gently and the New Age")                                                   |
| 2018        | Requiem                                      | Aron Morgan                | minisèrie TV (6 episodis)                                                                        |
| 2018        | Father Brown                                 | Benedict Northam           | sèrie TV (1 episodi: "The Face of the Enemy")                                                    |
| 2018        | Death in Paradise                            | Bryn Williams              | sèrie TV (1 episodi: "Meditated in Murder")                                                      |
| 2018        | Hatchback                                    | John                       | curt                                                                                             |
| 2018        | On the Edge                                  | DI Nolan                   | minisèrie TV (1 episodi: "A Mother's Love")                                                      |
| 2018        | Gwen                                         | Edward Morris              |                                                                                                  |
| 2018        | Last Summer                                  | Dai Hop                    |                                                                                                  |
| 2019        | The Crown                                    | Fred Phillips              | sèrie TV (temporada 3: episodi 3: "Aberfan")                                                     |
| 2019        | Bitter Sky                                   | Roy                        | curt                                                                                             |
| 2019–20     | Gangs of London                              | Mal                        | sèrie TV (4 episodis)                                                                            |
| 2020        | Endeavour                                    | Dr. Dai Ferman             | sèrie TV (2 episodis: "Oracle" & "Zenana")                                                       |

Teatre
- House of America – Fiction Factory
- Gas Station Angel – Royal Court
- Stone City Blue – Theatre Clwyd
- Art and Guff – Soho Theatre
- Other Hands – Soho Theatre
- Look Back in Anger – Theatre Royal, Bath
- Coriolanus – NTW
- Home I'm Darling – National Theatre